# Mongpok
Mongpok is een bestuurslaag in het regentschap Serang van de provincie Banten, Indonesië. Mongpok telt 5789 inwoners (volkstelling 2010).